# LEGO příběh 2
LEGO příběh 2 (v anglickém originále The Lego Movie 2: The Second Part) je americká počítačová animovaná filmová komedie z roku 2019. Jde o pokračování filmu LEGO příběh.

## Postavy
- Chris Pratt
  - Emmet Cihlowski, obyčejný člověk, stavební dělník a mistr stavitel z Bricksburgu.
  - Rex Riskomil, samozvaný „obránce galaxie, archeolog, kovboj a trenér dinosaurů“. Nakonec se ukáže, že je Emmetovým budoucím já. Jeho postava je založena na Prattových nejslavnějších rolích.
- Elizabeth Banksová
  - Lucy / Hustěnka, mistryně stavitelka a Emmetova přítelkyně.
- Will Arnett
  - Batman / Bruce Wayne, superhrdina DC Comics a mistr stavitel.
- Tiffany Haddish
  - Královna Libovůle, měnící tvar ze Systárního systému, kterou stvořil Emmet jako srdce. Její jméno je slovní hříčkou " čím chci být".
- Stephanie Beatriz
  - Generálka Mela, velitelka a strážce, je pravou rukou Libovůle
- Charlie Day
  - Benny, mistr stavitel, který je posedlý vesmírnými loďmi z 80. let. Na rozdíl od předchozího filmu má kovové rameno.
- Alison Brie
  - Princezna Unikitty, kočka s hlavou jednorožce a mistryně stavitelka.
- Nick Offerman
  - Kovovous, pirát s bionickým tělem a useknutou hlavou.
- Brooklynn Prince
  - Bianca, Finnova mladší sestra.
- Jadon Sand
  - Finn, syn muže seshora, mladý teenager.
- Maya Rudolph
  - Máma, nejmenná matka Finna a Biancy.
- Will Ferrell
  - Muž seshora, nejmenný otec Finna a Biancy, sběratel Lega
  - Prezident Lord Byznys, bývalý prezident společnosti Octan.
- Richard Ayoade
  - Ice Cream Cone, mluvící kopeček zmrzliny a pobočník královny Libovůle